# Bánkaraszna
Bánkaraszna (1899-ig Kraszna, szlovákul: Krásna Ves) község Szlovákiában, a Trencséni kerületben, a Báni járásban.

## Fekvése
Bántól 14 km-re északra fekszik.

## Története
A gazdag régészeti leletek tanúsága szerint területe már a korai kőkorban lakott volt. A barlangi telepet a vonaldíszes kerámiák népe használta. I. e. 1300 és 900 között használt kora bronzkori temetőt is tártak fel itt a lausitzi kultúra hamvasztásos sírjaival.
A mai települést 1208-ban „Baznan” néven említik először. 1289-ben „Baznya”, 1355-ben „Bazna”, 1389-ben „Basna”, 1598-ban „Krazno” alakban szerepel. Az ugróci uradalomhoz tartozott. 1598-ban malma és 38 háza volt. 1720-ban 10 adózó család élt itt. 1784-ben 57 házában 522 lakos élt. Lakói főként mezőgazdasággal foglalkoztak.
A 18. század végén Vályi András így ír róla: „KRASZNA. Kis Útsza. Tót falu Trentsén Várm. földes Ura G. Kolonits Uraság, lakosai katolikusok, fekszik Zaj Ugrótzhoz fél mértföldnyire, ’ határja is hozzá hasonlító.”
Fényes Elek 1851-ben kiadott geográfiai szótárában így ír a faluról: „Kraszna, Trencsén m. tót falu, az ugróczi uradalomban. Számlál 450 kath., 20 evang., 13 zsidó lak.”
A trianoni békéig Trencsén vármegye Báni járásához tartozott, ezután az újonnan létrehozott csehszlovák államhoz csatolták.
Lakói részt vettek a szlovák nemzeti felkelésben.

## Népessége
| Év:            | 1994. | 2004.   | 2014.   | 2024.    |
| -------------- | ----- | ------- | ------- | -------- |
| Emberek száma: | 505   | 510     | 535     | 470      |
| Eltérés:       |       | +0,99 % | +4,90 % | -12,14 % |

| Év:            | 2023. | 2024. |
| -------------- | ----- | ----- |
| Emberek száma: | 470   | 470   |
| Eltérés:       |       | +0 %  |

1910-ben 724, túlnyomórészt szlovák anyanyelvű lakosa volt.
2001-ben 491 lakosából 485 szlovák volt.
2011-ben 517 lakosából 501 szlovák volt.